# Carex rotae
Carex rotae là một loài thực vật có hoa trong họ Cói. Loài này được De Not. mô tả khoa học đầu tiên năm 1848.